# Beto Carrero World
Beto Carrero World is een attractiepark in Penha, Santa Catarina, Brazilië. Het park werd gecreëerd door de in 2008 overleden Beto Carrero en opende op 28 december 1991 zijn deuren. Beto Carrero World is met een totale oppervlakte van 14 vierkante kilometer het grootste themapark in Latijns-Amerika inclusief shows, attracties en een dierentuin.

## Galerij

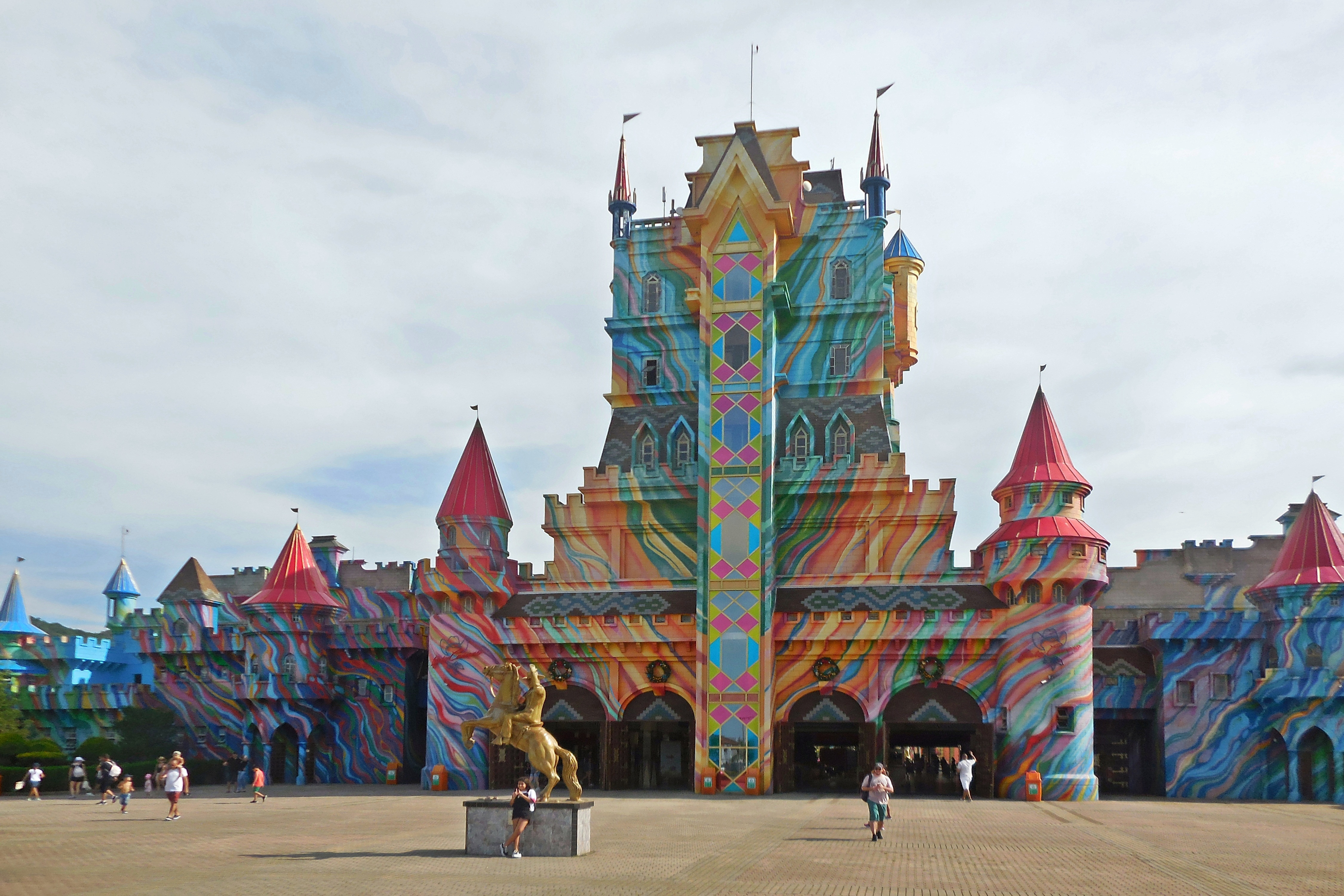
Castelo das Nações
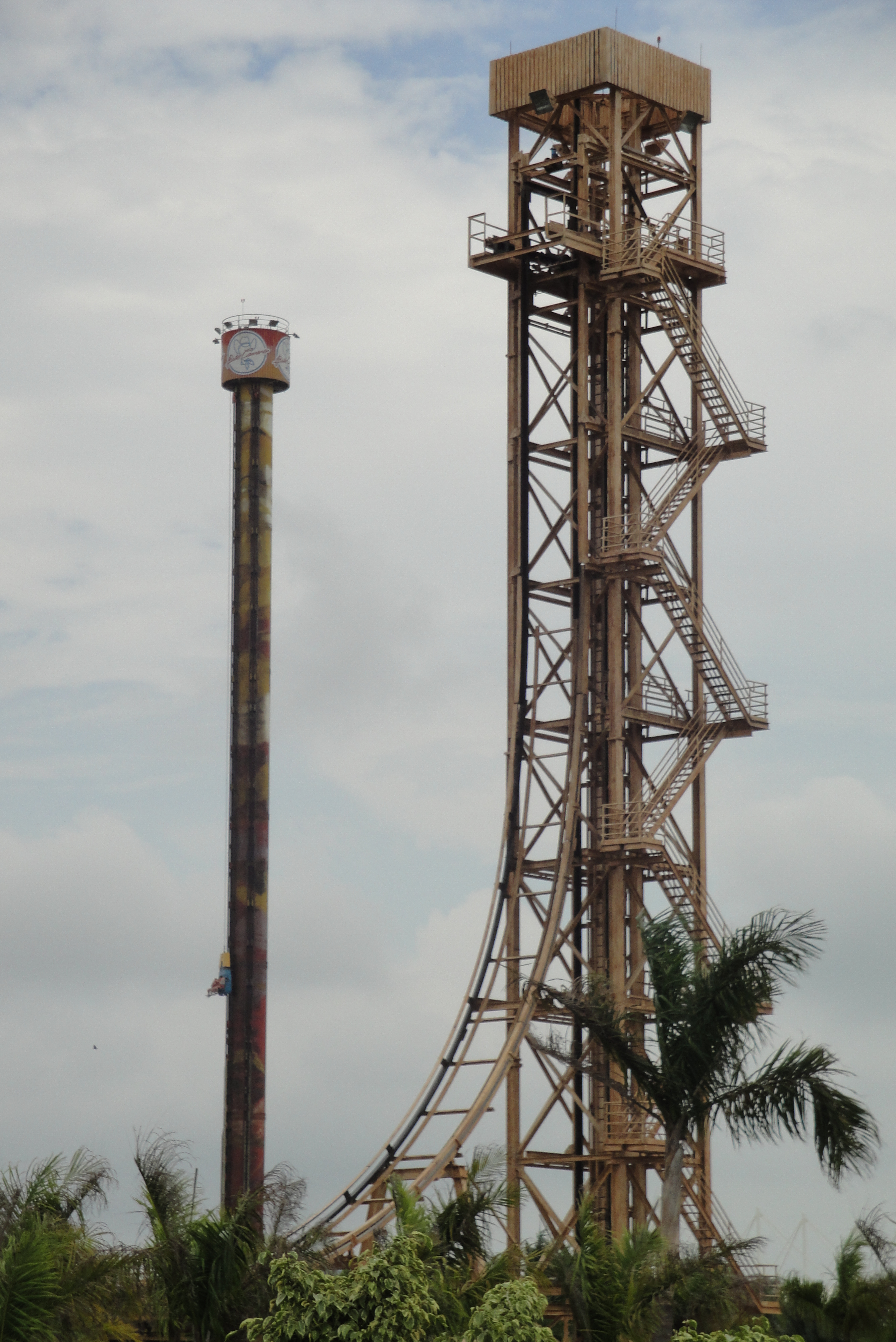
Big Tower & Free Fall
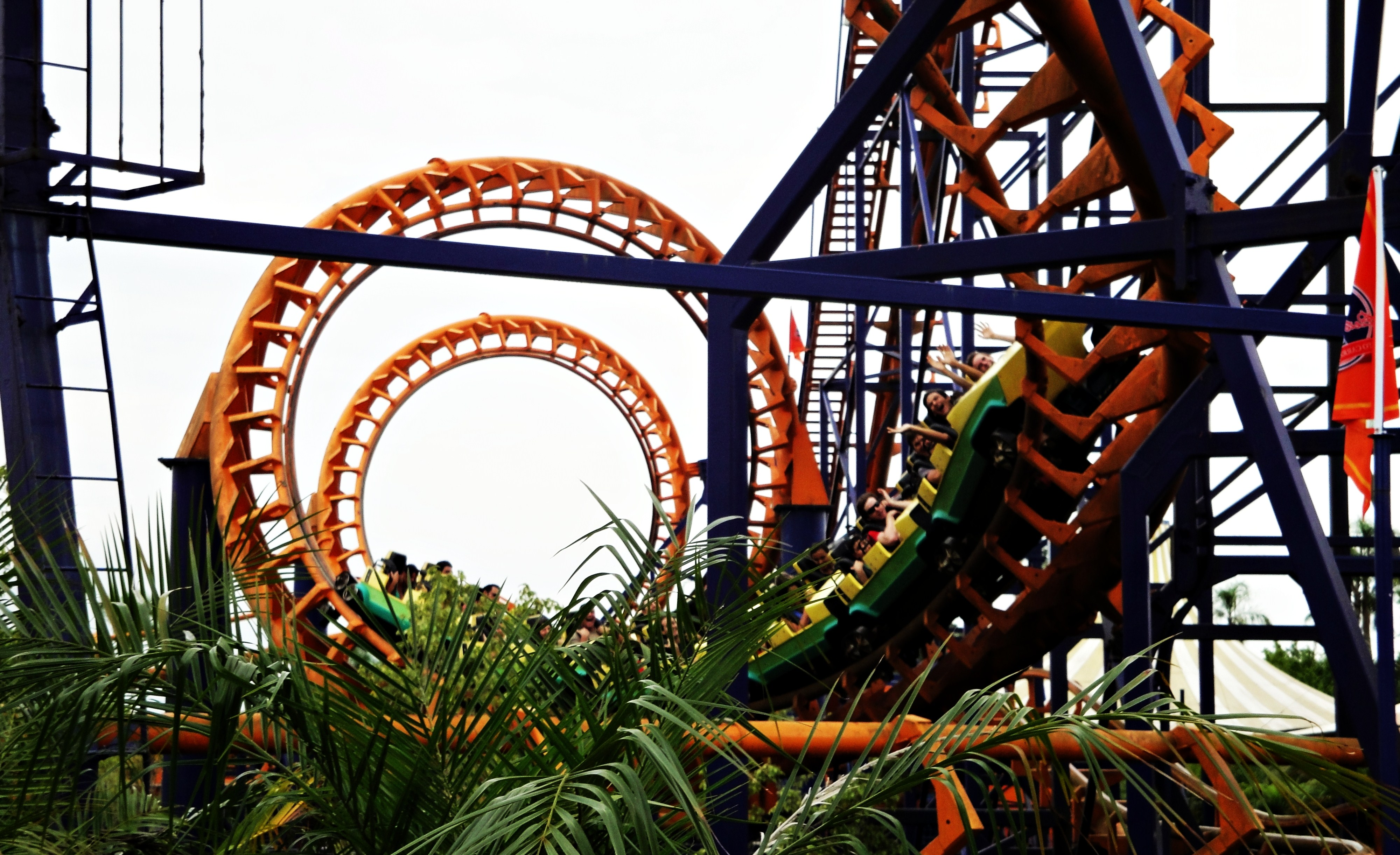
Star Mountain
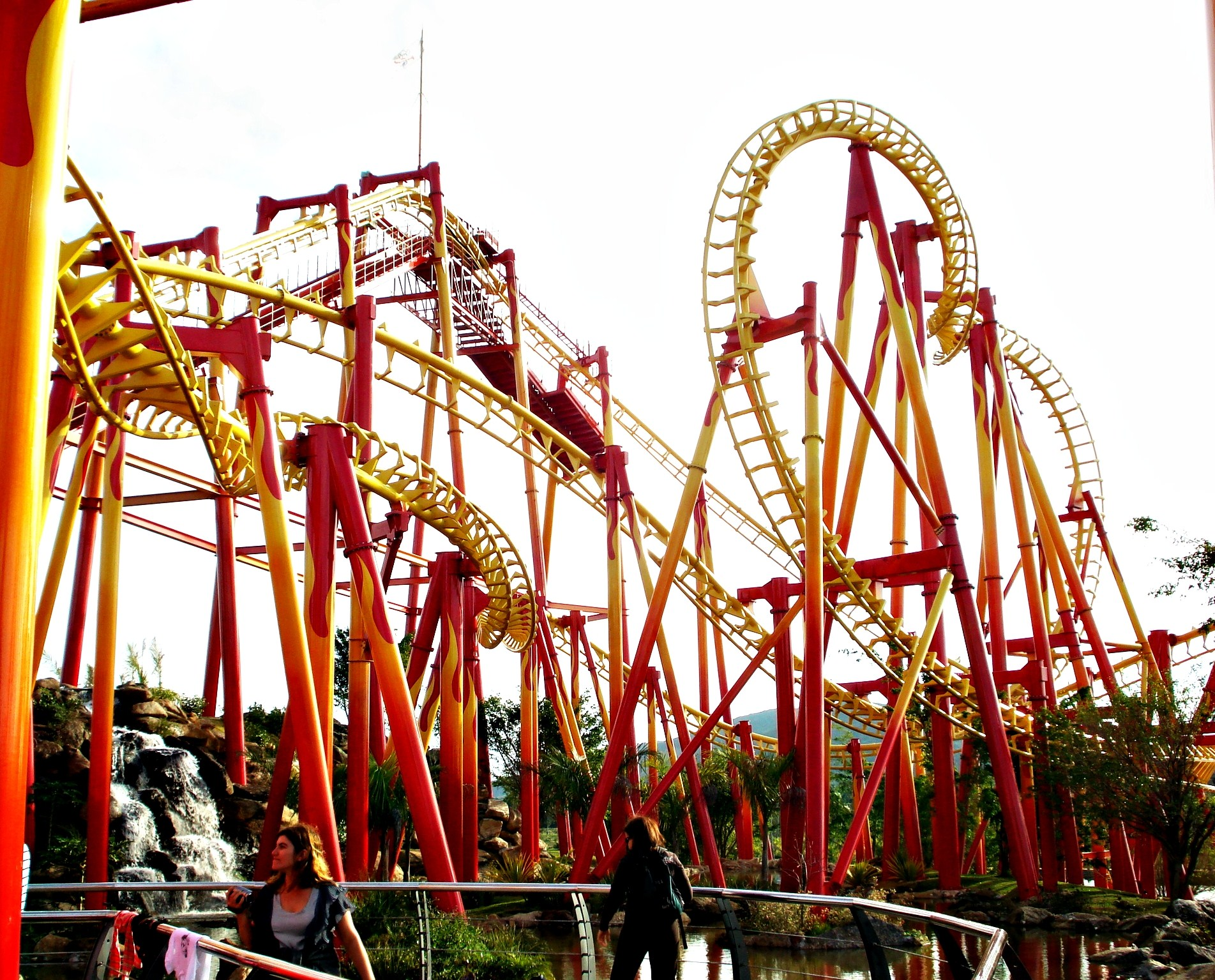
FiraWhip
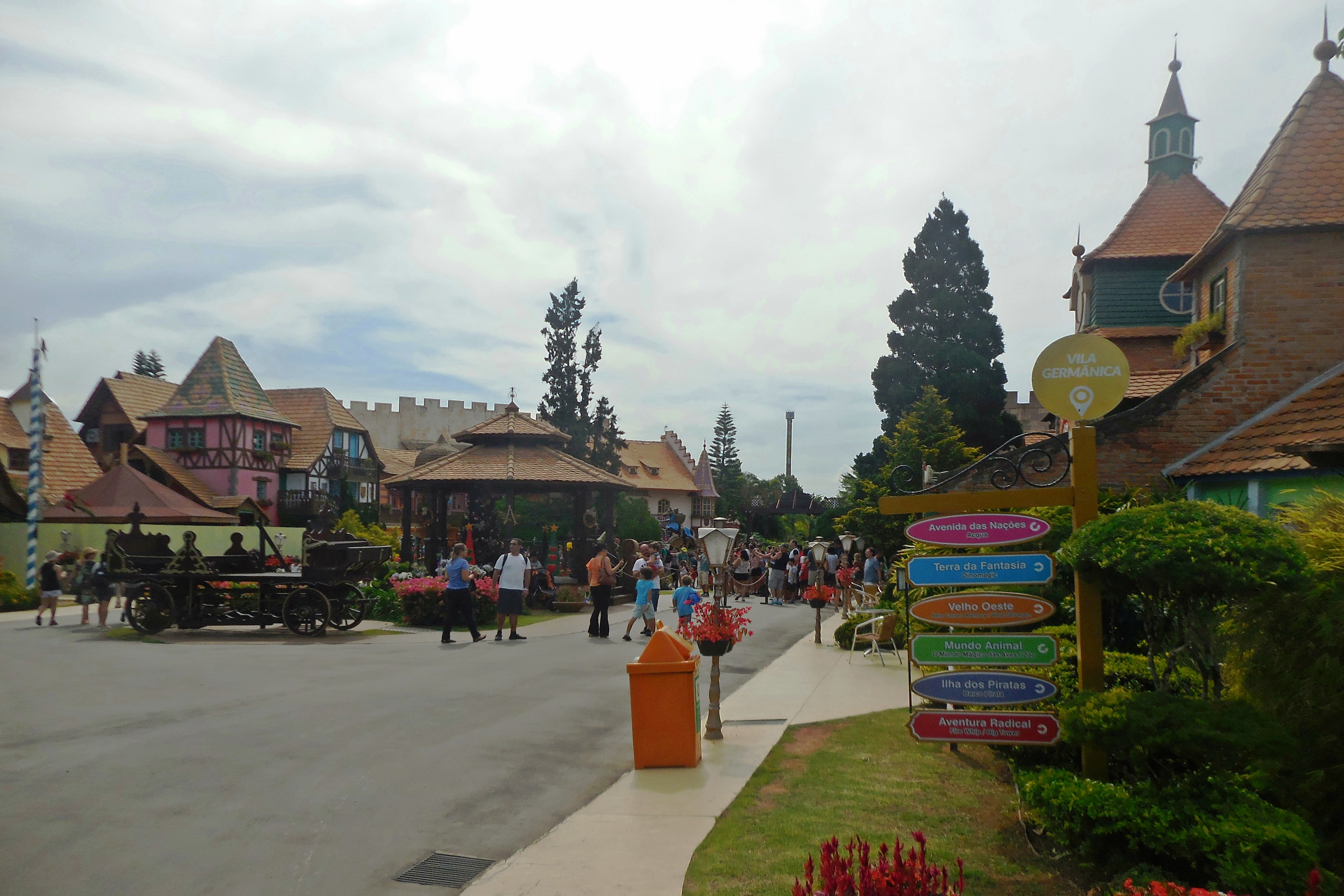
Vila Germanica
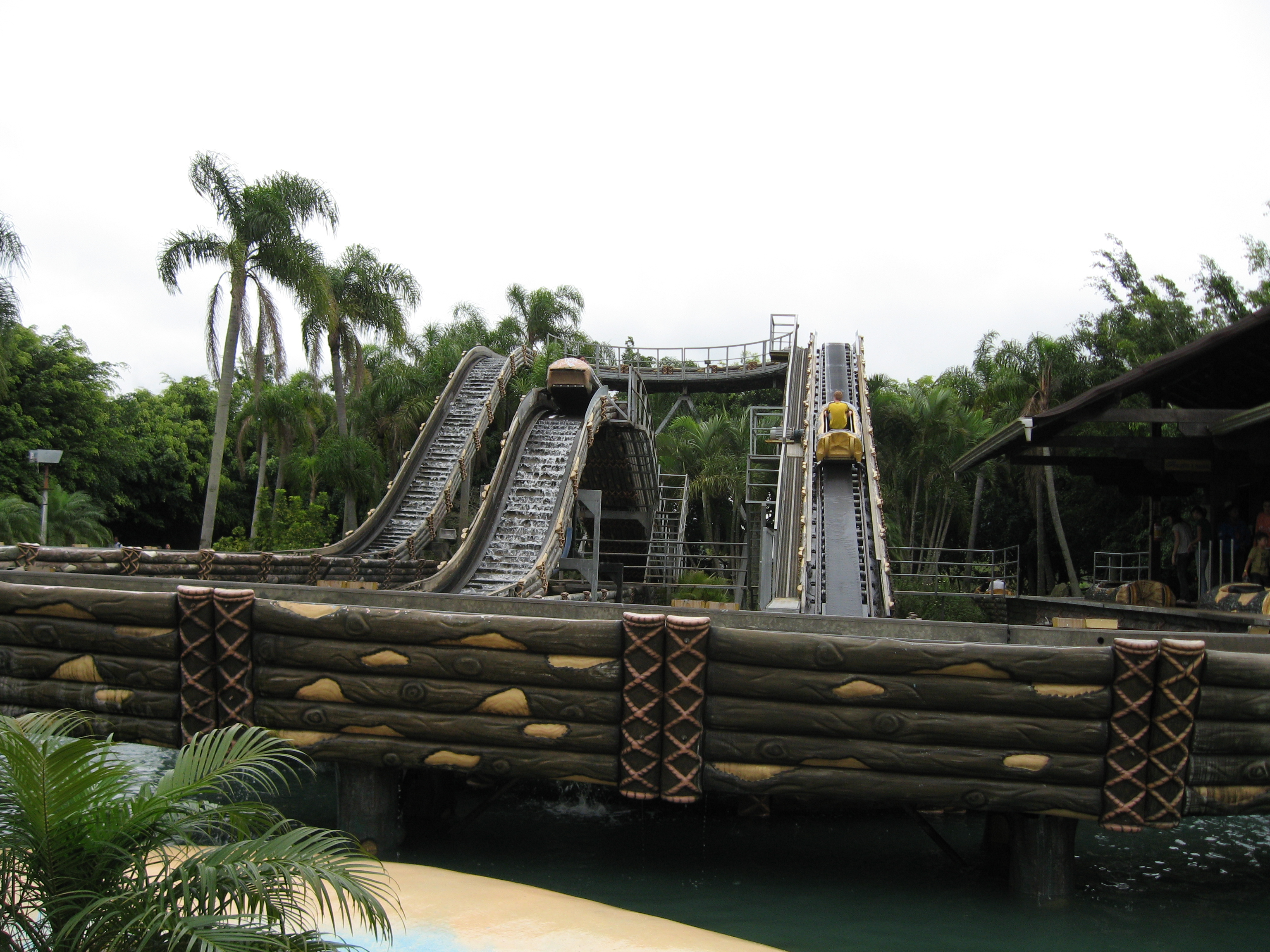
Tchibum
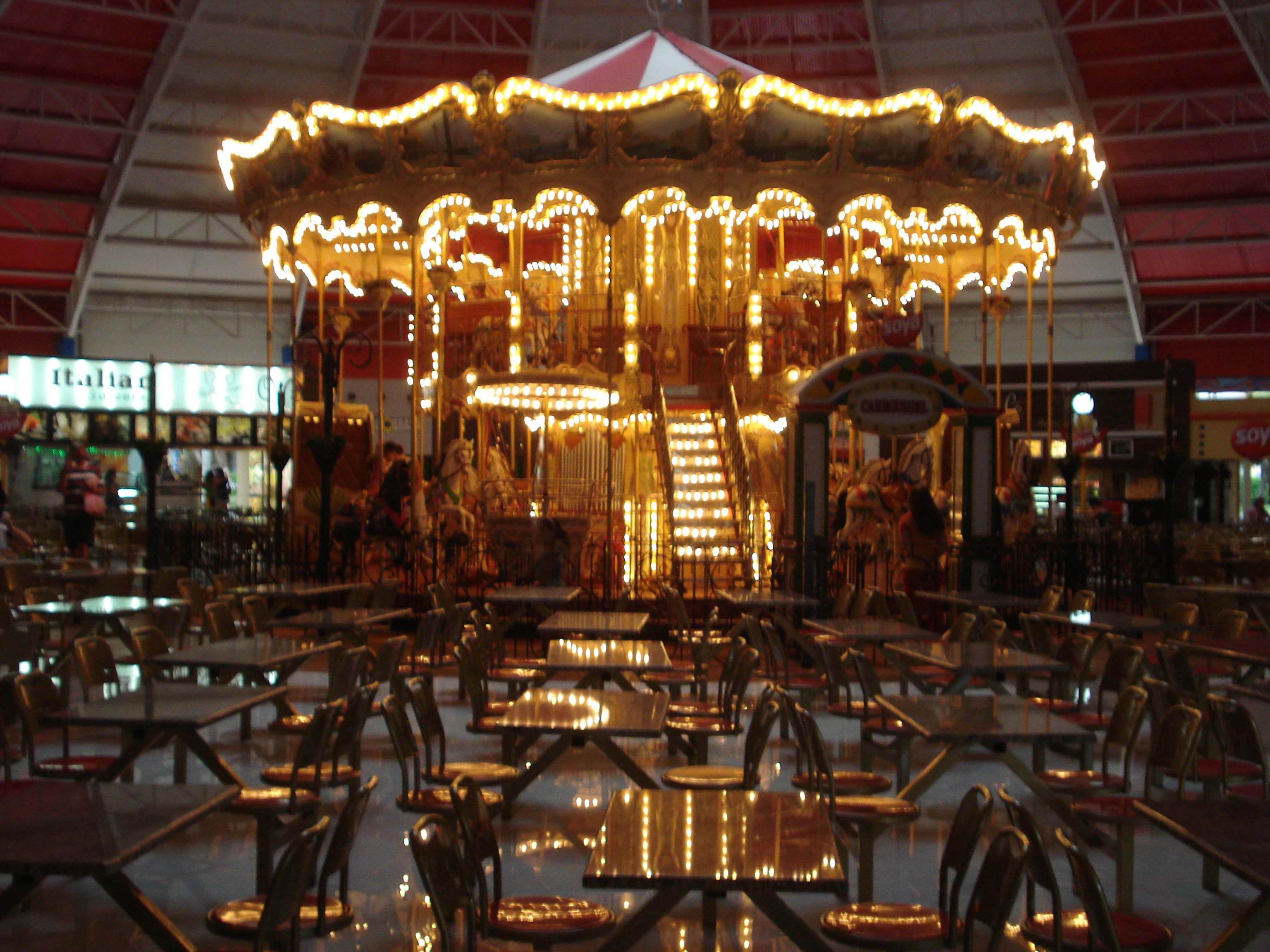
Carrossel Veneziano
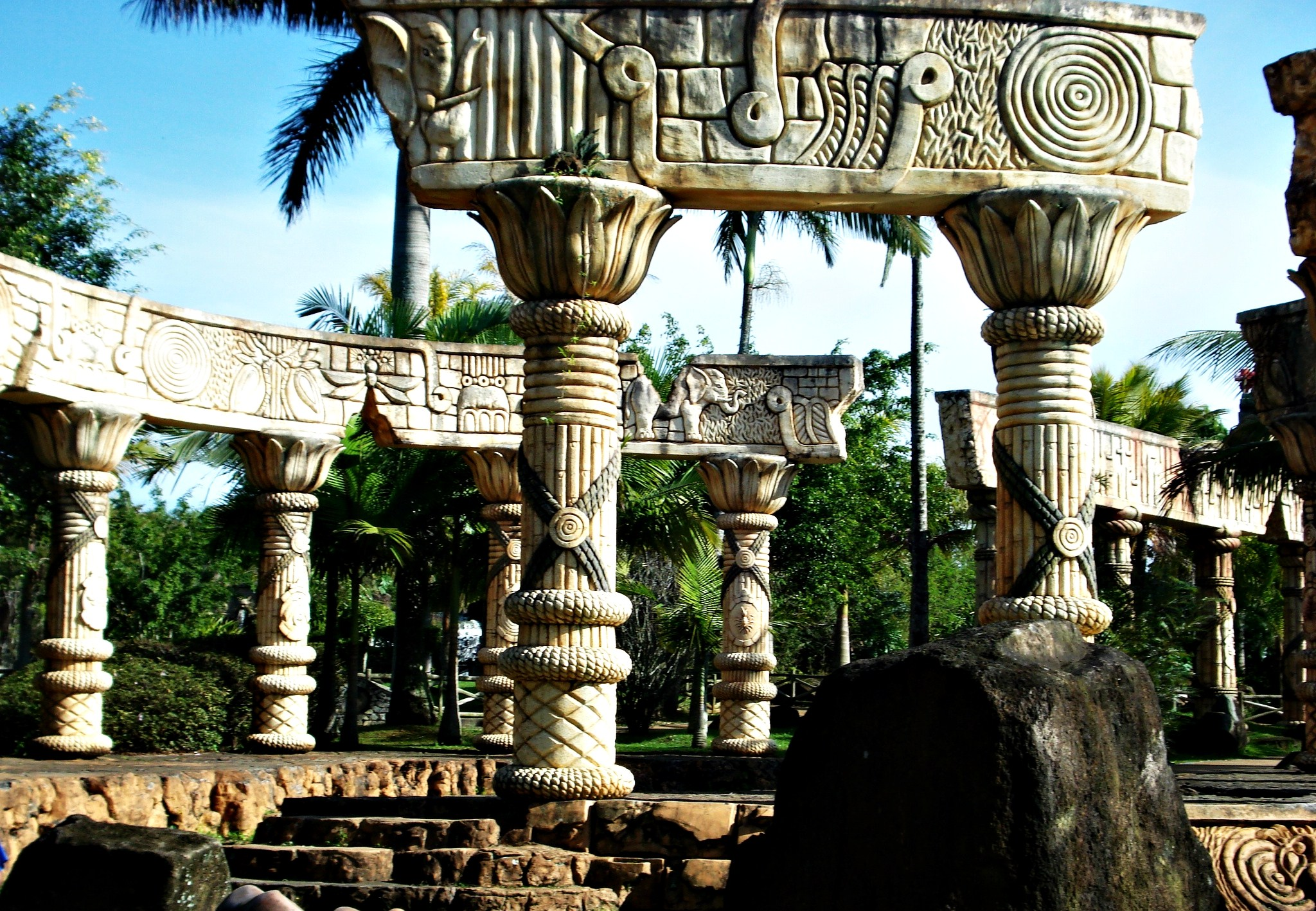
Civilizações Perdidas
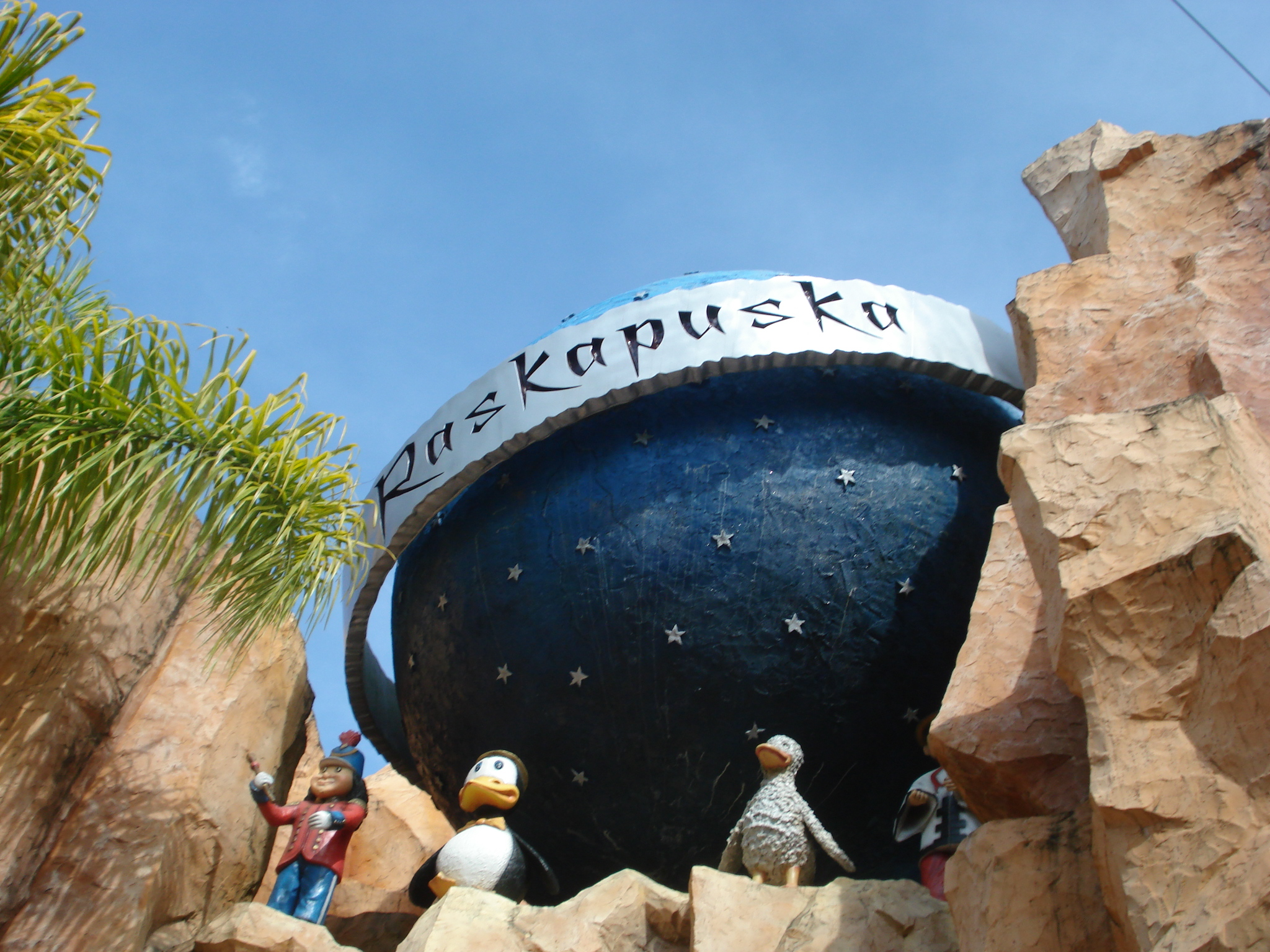
Raskapuska
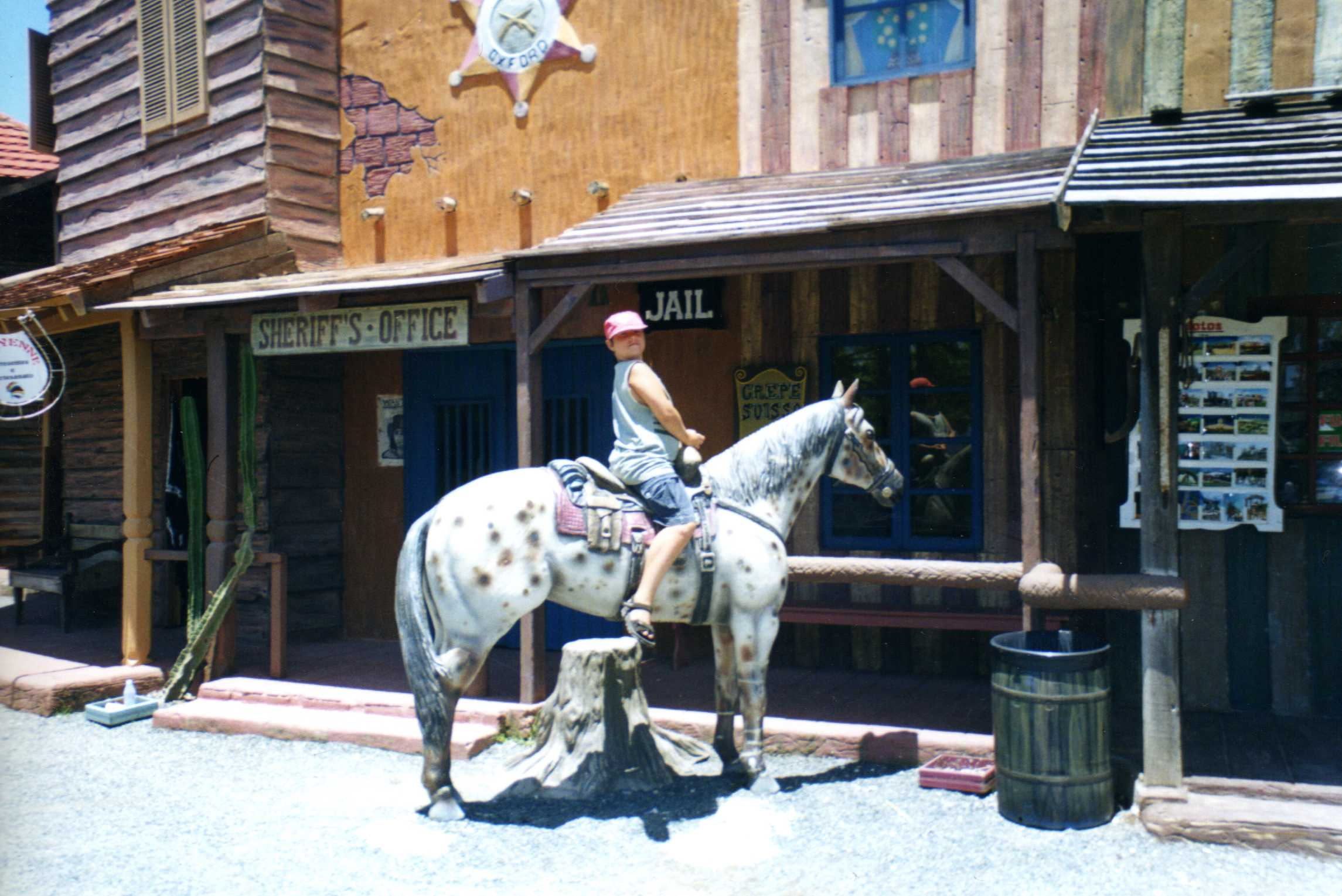
Wilde Westen